# Kevin Behrens
Kevin Behrens (Brema, 3 febbraio 1991) è un calciatore tedesco, attaccante del Lugano.

## Biografia

### Vita privata
Sua sorella Kim è una pallavolista e ha sposato Steven van de Velde, anch'egli pallavolista.

### Controversie
Nell'ottobre 2024 ha espresso un commento omofobo durante una sessione di autografi, rifiutandosi di firmare una maglietta a tema arcobaleno. Successivamente si è scusato e il club ha ribadito il suo impegno per la diversità e la tolleranza.

## Carriera

### Club
Behrens ha trascorso gran parte della sua carriera in Regionalliga, giocando per Werder Brema III, SV Wilhelmshaven, Hannover 96 II, Alemannia Aquisgrana, Rot-Weiss Essen, Saarbrücken e Sandhausen. Con il Saarbrücken, ha vinto sia la Saarland Cup 2016-2017 che la Regionalliga Südwest 2017-2018.
Il 1º luglio 2021 è stato acquistato dall'Union Berlino, club militante in Bundesliga. Il 16 settembre 2021, ha segnato il suo primo gol nelle competizioni europee in una sconfitta per 3-1 in Conference League contro lo Slavia Praga. Nella prima giornata della stagione 2023-2024 di Bundesliga, Behrens ha realizzato la sua prima tripletta in Bundesliga, segnando tutti e tre i gol di testa, il 20 agosto 2023 nel successo casalingo per 4-1 contro il Magonza. Il 20 settembre seguente ha fatto il suo debutto in Champions League nella sconfitta per 1-0 contro il Real Madrid.
Il 31 gennaio 2024 si è trasferito al Wolfsburg, mentre il 15 luglio ne viene confermata la cessione al club elvetico del Lugano.

### Nazionale
Esordisce in nazionale il 17 ottobre 2023 nell'amichevole pareggiata contro il Messico (2-2).

## Statistiche

### Cronologia presenze e reti in nazionale
| Cronologia completa delle presenze e delle reti in nazionale ― Germania | Cronologia completa delle presenze e delle reti in nazionale ― Germania | Cronologia completa delle presenze e delle reti in nazionale ― Germania | Cronologia completa delle presenze e delle reti in nazionale ― Germania | Cronologia completa delle presenze e delle reti in nazionale ― Germania | Cronologia completa delle presenze e delle reti in nazionale ― Germania | Cronologia completa delle presenze e delle reti in nazionale ― Germania | Cronologia completa delle presenze e delle reti in nazionale ― Germania |
| Data                                                                    | Città                                                                   | In casa                                                                 | Risultato                                                               | Ospiti                                                                  | Competizione                                                            | Reti                                                                    | Note                                                                    |
| ----------------------------------------------------------------------- | ----------------------------------------------------------------------- | ----------------------------------------------------------------------- | ----------------------------------------------------------------------- | ----------------------------------------------------------------------- | ----------------------------------------------------------------------- | ----------------------------------------------------------------------- | ----------------------------------------------------------------------- |
| 17-10-2023                                                              | Filadelfia                                                              | Messico                                                                 | 2 – 2                                                                   | Germania                                                                | Amichevole                                                              | -                                                                       | 87’                                                                     |
| Totale                                                                  |                                                                         | Presenze                                                                | 1                                                                       |                                                                         | Reti                                                                    | 0                                                                       |                                                                         |